# Save Me, San Francisco (singolo)
Save Me, San Francisco è una canzone della rock band statunitense Train. La canzone è stata pubblicata il 25 aprile 2011 come quinto e ultimo singolo dal quinto album della band, Save Me, San Francisco. La canzone è stata scritta da Dave Katz, Sam Hollander, Pat Monahan e prodotta da Martin Terefe.

## Video musicale
Un video musicale per accompagnare la pubblicazione di Save Me, San Francisco è stato caricato per la prima volta su YouTube il 29 aprile 2011 con una lunghezza totale di 4 minuti e 17 secondi. Nel video il cantante Pat Monahan cerca di filmare il matrimonio della sua ragazza (di cui è venuto a sapere da lei con un sms la mattina del giorno in cui si sarebbe svolto il matrimonio). Dunque si mette subito in viaggio verso la chiesa attraversando tutta San Francisco ma a un certo punto finisce la benzina e prosegue a piedi. Arrivato quasi sul posto chiede informazioni a due pescatori (interpretati dagli altri membri dei Train, il chitarrista Jimmy Stafford e il batterista John Underwood). Arrivato alla chiesa trova chiuso il primo portone e così entra da un'altra parte che lo porta su un palchetto, più in alto e dietro rispetto agli sposi, da cui urla "Stop!". Subito scende, e, nonostante due uomini tentino di bloccarlo, prosegue fino all'altare dove scopre che in realtà la sua ex-fidanzata si è appena sposata con un'altra donna. Sorpreso esce dalla chiesa dove incontra un'altra donna alla quale racconta la storia ridendo. A queste immagini si alternano quelle di un concerto a cui suonano gli stessi Train.

## Tracce
Download digitale
1. Save Me, San Francisco – 4:09

## Classifiche
| Classifica (2011)                          | Posizione più alta |
| ------------------------------------------ | ------------------ |
| Australia (ARIA)                           | 61                 |
| Ungheria (Rádiós Top 40)                   | 27                 |
| Stati Uniti (Billboard Hot 100)            | 75                 |
| Stati Uniti (Billboard Radio Songs)        | 74                 |
| Stati Uniti (Billboard Adult Pop Songs)    | 6                  |
| Stati Uniti (Billboard Adult Contemporary) | 15                 |

## Date di pubblicazione
| Paese       | Data           | Formato           | Etichetta        |
| ----------- | -------------- | ----------------- | ---------------- |
| Stati Uniti | 25 aprile 2011 | Download digitale | Columbia Records |